# اگراهرا سوماراسانا
اگراهرا سوماراسانا (به انگلیسی: Agrahara Somarasanahalli) یک منطقهٔ مسکونی در هند است که در کارناتاکا واقع شده‌است.